# 康采恩
康采恩（德語：Konzern，發音：[kɔnˈtsɛʁn] ⓘ）是企业集团的音译，是一种通过由母公司对独立企业进行持股而达到实际支配作用的垄断企业形态。一般情况下，基本是由集团中的银行以及其他金融企业来担当控股公司这一角色。
这种垄断形态与卡特尔以及托拉斯不同，它的直接目的不是支配市场，而是極大程度拓展公司影響力。较之卡特尔更稳定，比之托拉斯更进步。在资本集中方面上，康采恩比卡特尔更加进步和托拉斯相當。日本在第二次世界大战之前存在的各大康采恩集团也称为「财阀」，比较有名的有三井财阀、三菱财阀、住友财阀、安田财阀等等。今天的韓國财阀更甚，該國最大的三星集團能貢獻22%的稅金，並由其分公司包辦小至醫療保險，大至軍火製造的全方位產業壟斷。持有大量分公司股份的公司集團在歐洲也很常見，以德國為甚。

## 与托拉斯的区别
在资本主义经济现实中，康采恩與托拉斯同樣都是金融控制为基础的那一类，兩者之间不易划出明确界限，二者的区别主要是：
- 从结合形式看，参加托拉斯的各个企业事实上已融合为一体，完全丧失了各自的独立性；而加入康采恩的各个企业在形式上是独立的，尽管其中的大多数要受居于核心地位的大银行或大工业企业的直接控制。
- 从参加的主体看，加入托拉斯的都是单个资本家的企业，而加入康采恩的既有单个资本家的企业，又有集团资本家的垄断體系如辛迪加、托拉斯、卡特爾，從而形成更大規模的跨業壟斷，甚至可以操控一個國家的經濟。
- 从参加者从事的业务看，加入托拉斯的一般多是生产同类产品的企业或在生产上有密切联系的企业，而参加康采恩的企业，既有工业、矿业和交通运输等生产性企业，又有银行、保险公司、商业公司及其他服务性公司等非生产性企业，異業結合面較廣。